# ケイマン諸島の経済
ケイマン諸島の経済（ケイマンしょとうのけいざい）では、イギリスの海外領土であるケイマン諸島の経済について示す。

## 租税回避地 (Tax Haven)
ケイマン諸島内において事業を行わない特例会社(exempted company)、特例リミテッド・パートナーシップ(exempted limited company)、特例信託(exempted trust)は、外国企業によって利用されている。これらは、他の種々の便益とともに、所得、資本およびキャピタル・ゲインに対しても非課税となることが保証されている。

## 概算費用 (Approximate Costs)
免税会社の設立には、およそUS$1,600の費用がかかる。年間の政府関係諸費用 (Government Fee) はUS$500から始まり、またマネジメントに関する年間の最低費用は、US$1,000-1,750の範囲である。信託業務に関する費用は業務活動の程度によって異なってくる。

## 税金 (Taxes)
ケイマン諸島においては、所得や利益、財産、キャピタル・ゲイン、売上、遺産、相続は非課税である。主な財源は、免許料収入 (License Fees) と、ほとんどの輸入に課される物品税 (Excise Tax) である。

## 為替管理 (Exchange Controls)
グランドケイマン (Grand Cayman) においては為替管理というものは無く、全ての外国通貨は自由に交換することが出来る。

## 銀行業務 (Banking Facilities)
信託、保険、会社型投資信託 (Mutual Fund) 活動とともに、成長産業である観光産業はオフショアマネー (Offshore Money) を扱うために高度の銀行制度を必要としている。このような銀行サービスは、ケイマン諸島で業務を行っている570以上の銀行（多くの世界最大級の銀行の支店を含む）によって行われている。
ただし、日本国内に本拠地を持つ銀行のケイマン支店は、現地に実体を持たないペーパーブランチとして顧客とは主にニューヨーク支店などを通じて形式的に取引を行う形となっている。

## 保険業 (Insurance Industry)
1980年にケイマン諸島の政府は、キャプティブ保険会社 (Captive Insurance Company) をケイマン諸島に誘致するために保険業法はいくつかの規定を可決したが、規制内容は最小限である。現在までに、430以上の会社がこの新法のもとで免許を取得している。ケイマン諸島では徴税の概念がないため、特に企業の資産運用と投資ポートフォリオの観点から、キャプティプ保険会社の形態が魅力ものとなっている。

## 投資信託 (Mutual Funds)
オフショア投資信託の設立および管理で先端を行くケイマン諸島は、投資信託およびその管理者を規制する目的で1993年、ミューチュアル・ファンド法 (The Mutual Funds Law) を施行した。会社かユニット・トラストかパートナーシップかを問わず、同法上の「ミューチュアル・ファンド」として規制の対象となる。現在約1,400のファンドと100の管理者が当該法令により認可、あるいは規制されている。

## 関連文献
- クーパース・アンド・ライブランド・グローバル・タックス・ネットワーク〔編著〕(Coopers & Lybrand Global Tax Network) 著、中央監査法人国際本部、中央クーパース・アンド・ライブランド国際税務事務所監 訳『海外税制ガイドブック』（第3版）中央経済社、東京、1997年。ISBN 4-502-75611-3。
- 及能正男『オフショア市場：拡大する無国籍金融センター群』有斐閣、東京〈有斐閣新書〉、1986年。ISBN 4-641-09066-1。